# Lajos András
Lajos András (Révkomárom, 1981. április 6. –) magyar színész.

## Élete
1981-ben született. Gyermekkorát a felvidéki Dunamocson töltötte. A révkomáromi Selye János Gimnáziumban érettségizett. A pozsonyi és a budapesti színművészeti egyetemre is jelentkezett, de egyik helyre sem vették fel. Egy évet az Új Színház stúdiójában töltött. 2000-2004 között a Színház- és Filmművészeti Egyetem hallgatója volt. 2004-2010 között a Vígszínház, 2010-2013 között a Szputnyik Hajózási Társaság, majd 2013-2015 között ismét a Vígszínház tagja volt. 2015-től a Miskolci Nemzeti Színház színésze.
Nős, két kislánya van.

## Fontosabb színházi szerepei

### Miskolci szerepei
- Carlo Goldoni: Csetepaté Chioggiában (Hajigálós Antonio) - 2025
- Alexandru Popa: Pókfonálon (Andu) - 2025
- Peter Weiss: Marat/Sade (Jacques Roux) - 2025
- William Shakespeare: Rómeó és Júlia (Lőrinc barát) - 2025
- Ray Cooney – John Chapman: Kölcsönlakás (Philip Markham) - 2024
- Kisfaludy Károly: A tatárok Magyarországban (Mihei) - 2023
- Arthur Miller: A szálemiek (Samuel Parris) - 2023
- Andrew Lloyd Webber – Tim Rice: Jézus Krisztus Szupersztár (Pilátus) - 2022
- Élektra (Agamemnón / Kar) - 2022
- Szirmai Albert: Mágnás Miska (Miska) - 2021
- Mel Brooks - Thomas Meehan: Producerek (Max Bialystock) - 2021
- Bolha a fülbe (Romain Tournel) - 2021
- Déjá Vu - 2021
- Ördögök (Satov) - 2020
- Linda Vista (Paul) - 2020
- Hunyady Sándor: Feketeszárú cseresznye (Veliszavljevics Dusán) - 2019
- Ádám almái (Gunnar) - 2019
- Cyrano (Ragueneau) - 2019
- Édes Anna (Druma Szilárd) - 2018
- Ruy Blas (Don Guritan) - 2018
- La Mancha lovagja (Sancho) - 2017
- Soóky László: Egy disznótor pontos leírása (egyszemélyes előadás) - 2017
- Vörösmarty Mihály: Csongor és Tünde (Balga) - 2017
- Bűn és bűnhődés (Luzsin) - 2017
- A hülyéje (Vatelin) - 2016
- Móricz Zsigmond: Kivilágos kivirradtig (Shöller Karcsi) - 2016
- I. L. Caragiale: Zűrzavaros éjszaka (Rica Venturiano) - 2016
- Fred Ebb - Joseph Stein - John Harold Kander: Zorba, a görög (Niko) - 2016
- Békeffi István - Egri-Halász Imre - Eisemann Mihály: Egy csók és más semmi (Péter) - 2015
- Friedrich Dürrenmatt: A Nagy Romulus (Aemilianus, római patrícius) - 2015

### Korábbi szerepei
- Kurt Weill - Bertolt Brecht: Koldusopera (Szereplő) - 2014/2015
- William Shakespeare: Julius Caesar (Ács) - 2014/2015
- Mihail Bulgakov: A Mester És Margarita (Varenuha) - 2014/2015
- Ha Majd Egyszer Mindenki Visszajön… (Szereplő) - 2014/2015
- Szálinger Balázs: Becsvölgye (Kákics Tamás, Polgárőr) - 2013/2014
- Vinnai András: Pizza Kamikaze (Szereplő, Szereplő) - 2013/2014
- Nyikolaj Vasziljevics Gogol: A Revizor (Ivan Kuzmics Spekin, Postamester ) - 2013/2014
- Martos Ferenc - Huszka Jenő: Lili Bárónő (Illésházy László Gróf) - 2013/2014
- Sütő András: Az Álomkommandó (I. Belügyi Biztos) - 2013/2014
- Presser Gábor - Adamis Anna: Popfesztivál 40 (Manuel, Szereplő) - 2013/2014
- Bodó Viktor - Róbert Júlia: Social Error (Szereplők) - 2012/2013
- Kottavető, Avagy Fejjel A Hangfalnak (Szereplő, Szereplő) - 2012/2013
- Anton Pavlovics Csehov: Bишнёвый Сад I. - Cseresznyéskert (Lopahin, Jermolaj Alexejevics, Kereskedő) - 2010/2011
- Gárdonyi Géza: Rakott Szesz (Bakó Pál) - 2009/2010
- Sheldon Harnick - Jerry Bock - Joseph Stein: Hegedűs A Háztetőn (Szása, Fegyka Barátja) - 2009/2010
- Milos Orson Stedron - Lucie Orbók - J. Tosovsky: A Nő Vágya (Moimir Guibal) - 2009/2010
- Carlo Goldoni: Chioggiai Csetepaté (Beppe, (Giuseppe), Fiatalember, Toni Öccse) - 2008/2009
- Heinrich Böll: Katharina Blum Elveszett Tisztessége (Karl, A Lehallgatás Vezetője) - 2008/2009
- Molière: Úrhatnám Polgár (Cléonte) - 2007/2008
- Kornis Mihály: Körmagyar (A Katona) - 2007/2008
- Gabriel García Márquez: Száz Év Magány (Arcadio) - 2006/2007
- Sir James Matthew Barrie: Pán Péter (Iker 1, Pán Péter) - 2006/2007
- Szép Ernő: Lila Ákác (Lali Fiatalúr ) - 2005/2006
- Alexandre Dumas: A Három Testőr (D’artagnan, Gascognei Nemes) - 2005/2006
- Carlo Goldoni: A Kávéház (Pincér, A Fogadóból) - 2004/2005
- Örkény István: Pisti A Vérzivatarban (I. Férfi) - 2004/2005
- William Shakespeare: Tévedések Vígjátéka (Kereskedő Ii., Angelo Hitelezője) - 2004/2005
- Bodó Viktor - Vinnai András - Czukor Balázs - Máthé Zsolt: Metró (Szereplők) - 2003/2004
- Varrónők (Jean ) - 2003/2004
- Arthur Miller: Fejének Belseje (Bernard) - 2003/2004
- Dosztojevszkij - Wesker: Lakodalom (Bonky Harris , Festő) - 2003/2004
- Heinrich Von Kleist: Amphitryon (Sosias) - 2003/2004
- Bodó Viktor: Attack (Kórus) - 2002/2003
- William Shakespeare: Sok Hűhó Semmiért (Faszén) - 1999/2000

## Filmes és televíziós szerepei
- A hídember (2002)
- Terápia (2012)
- Berosált a rezesbanda (2013)
- Doktor Balaton (2021)
- Mentés másképp (2021)
- A mi kis falunk (2021)
- …a szomszéd tehene (2024)

## Díjai
- Ferenczy Anna-díj (1999)
- Az Évad színésze (Miskolci Nemzeti Színház) (2020)
- Szemle Plusz[7] (A legjobb férfi főszereplő díj) (2023)[8]
- Déryné-díj (2024)[9]